# Dolly (énekesnő)
Dolly (polgári nevén Penczi Mária Ilona) (Budapest, 1948. május 21. –) eMeRTon-díjas magyar énekesnő.

## Élete
Négyéves korában kezdett énekelni, majd zongorázni, 19 évesen a Hungária együttes kislemezén énekelt az Eltakarod a napot c. dalban. Ezután 12 évet kellett várni arra, hogy újra a zenével foglalkozzon: 1980-ban csatlakozott a Hungáriához. 1967-től a Színház- és Filmművészeti Főiskolán tanult, ahonnan távozott, nem végezte el.
1983-ban megszületett a Dolly Roll: Dolly, Flipper Öcsi, Novai Gábor, Kékes Zoltán, Fekete Gyula és Zsoldos Gábor. A legendás csapattal nagy sikereket értek el, felléptek Ausztriában, Németországban, Bulgáriában, Szlovákiában, Lengyelországban, Romániában, Olaszországban, Ukrajnában, Jugoszláviában és Csehországban.
1992-től Novai Gábor kiválása után Dolly lett a zenekar zeneszerzője és szövegírója, 2000 őszén jelent meg első önálló albuma.
Dolly a magyar könnyűzene egyik legelismertebb énekesnője, Magyarország rock'n'roll, rockabilly királynője, ő az egyedüli olyan magyar énekesnő, aki együttesével közel 100 ezer fizető néző előtt koncertezett az ország legnagyobb stadionjában 1995-ben, amikor egyetlen koncertre állt össze a Hungária legendás csapata. 2009-ben Siófokon megkapták az ICON címet is az Icon, a MTV és a Coca-Cola rendezvényén. Ezt a bravúrt 23 éve nem tudta túlszárnyalni senki.
Életéről könyv jelent meg, címe stílusosan: Dollywood Story, melynek társszerzője Dolly mellett Zoltán János volt.
Dolly munkássága a világ sok országába eljutott, a világhírű Wanda Jackson közös lemezt is készített vele. A nagy formátumú énekesnő vérpezsdítő dalaival és ízlésformáló műsoraival a magyar könnyűzenei élet megkerülhetetlen klasszikusa.[forrás?]
2002-ben részt vett a Dalnokok ligája című műsorban (tv2).
Kékes Zoltán halála után a Dolly Roll pályafutása végleg befejeződött.
A névadó Dolly 2017 májusában bejelentette a Dolly Plusssz megalakulását.
A zenekar alapítótagjai: Dolly, Jáger Gyula, Erdélyi Frigyes, Fehér Attila, Schüszler Ferenc, Kovács Erik és Császár Richárd voltak.
A csapat 2018 januárjában újraformálódott, a jelenlegi tagok: Dolly, Erdélyi Frigyes, Schüszler Ferenc, Kovács Erik, Doba Dániel, valamint a Megasztárból már jól ismert Palcsó Tamás csatlakozott a zenekarhoz.

## Diszkográfia

### Hungária albumok
- Rock and Roll Party (1980)
- Hotel Menthol (1981)
- Aréna (1982)
- Finálé? (1983)
- Ébredj fel Rockandrollia (1995)
- Micsoda buli (az 1995-ös Népstadion koncert)

### Dolly Roll albumok
- Vakáció-ó-ó (1983)
- Eldoradoll (1984)
- Happy cocktail (1985)
- Viva- Mexico kislemez (1986)
- Oh-la-la (1986)
- 1-2-3- Miénk a nyár kislemez (1987)
- Játék az élet (1987)
- Zakatol a szív (1988)
- Best of Dolly Roll (1988)
- Mini Dolls: Pancsoló kislányok (1989)
- Dupla vagy semmi (1989)
- Ábrándos szép napok (1989)
- Ébreszd fel a szívemet! (1990)
- Rég volt, szép volt (1990)
- Gondolsz-e majd rám (1991)
- Rock & roll-ra hívlak! (1991)
- Beat Turmix 1 (1992)
- Tipi-Tapi Dinó (1993)
- Simogass napsugár válogatás (1993)
- Best of Modern Talking magyarul (1993)
- Best of Smokie magyarul (1993)
- Beat Turmix 2 (1994)
- Tipi-Tapi Party (1994)
- Dolly Roll Gold (1995)
- Atlanta Rá-Rá-Rá Hajrá!!! (1996)
- Tipi-Tapi Meseországban (1997)
- Dolly Roll ReMix '98 (1998)
- Vakáció-ó-ó '98 koncertalbum (1998)
- Poperett (1999)
- Dolly: Könny és Mosoly (2000)
- Szívemből zenélő hangjegyek kislemez melléklet (2000)
- Dolly Jubileumi koncert (2003)
- Dolly PluSSSz (2005)
- Dolly Roll Karácsony (2009)
- Emlékszel még? – Best of Dolly Roll (2010)
- Játék az élet CD+DVD válogatás (2011)
- Dupla vagy semmi CD+DVD válogatás (2012)
- Ábrándos szép napok 5 CD válogatás Reader's Digest válogatás (2012)

### Önálló albumok
- Könny és mosoly (2000)
- Dolly PluSSSz (2005)

### Dolly Plusssz albumok
- Megsúgom, mi kell nekem (2025)
- Hello Isztambul (2025)

## Díjak
- EMeRTon-díj (1989)
- Huszka Jenő-díj (2006)
- Zámbó Jimmy-díj (2012)

## Könyv
- Dolly–Zoltán János: Dollywood story; Szekipress, Bp., 2001 ISBN 963-00-7024-3

## Portréfilm
- Sztárral szemben: Dolly (Story4 Tv 2005)
- Hogy volt?! – Dolly (2017)